# كاري إينكفيست
كاري إينكفيست (بالفنلندية: Kari Enqvist)‏ هو فيزيائي فنلندي، ولد في 16 فبراير 1954.